# Pierre Aussu
Pierre Aussu (* 26. Mai 1956 in Lifou, Neukaledonien) ist ein ehemaliger französischer Fußballspieler.

## Karriere
Aussu, der auf Neukaledonien als geboren wurde, zog 1975 nach Korsika und wurde im selben Jahr in die zweite Mannschaft des SEC Bastia aufgenommen. Damit folgte er seinen Cousins, den Profifußballern Jacques Zimako und Marc-Kanyan Case, die ebenfalls auf Korsika ihre Laufbahn begonnen hatten. Der Spieler rückte 1976 zwar in den Profikader des Erstligisten auf, bestritt in seiner ersten Saison jedoch kein einziges Spiel. Auch weil sich Bastia für die Spielzeit 1977/78 für den UEFA-Cup qualifizierte und damit sehr viele Spiele zu bestreiten hatte, konnte Aussu in diesem Jahr seine Einsatzzahlen steigern. In der Liga lief er neunmal auf und im Europapokal einmal. In Letzterem erreichte Bastia das Finale gegen die PSV Eindhoven, das nach einem 0:0 im Hinspiel mit einer 0:3-Niederlage in Eindhoven verloren ging. Aussu selbst war an der Finalrunde allerdings nicht beteiligt. Die Saison 1978/79 brachte zwar mehr Einsätze für den Neukaledonier mit sich, aber auch das Auslaufen des Vertrags, der 1979 nicht verlängert wurde.
Durch die Vermittlung seines Cousins Kanyan konnte er dennoch auf Korsika bleiben und fand im Zweitligisten Gazélec FC Ajaccio einen neuen Arbeitgeber. Nach einer einsatzarmen ersten Spielzeit, die von körperlichen Problemen bestimmt war, konnte Aussu sich erholen und sich bis auf 29 gespielte Zweitligapartien in der Saison 1981/82 steigern. Trotz allem wollten auch die Verantwortlichen in Ajaccio ihn nicht weiter beschäftigen. Mit lediglich 26 Jahren entschied sich Aussu infolgedessen für eine Beendigung seiner Laufbahn. Er kehrte nach Neukaledonien zurück und erlernte den Beruf des Polizisten.